# Louise Dustmann-Meyer

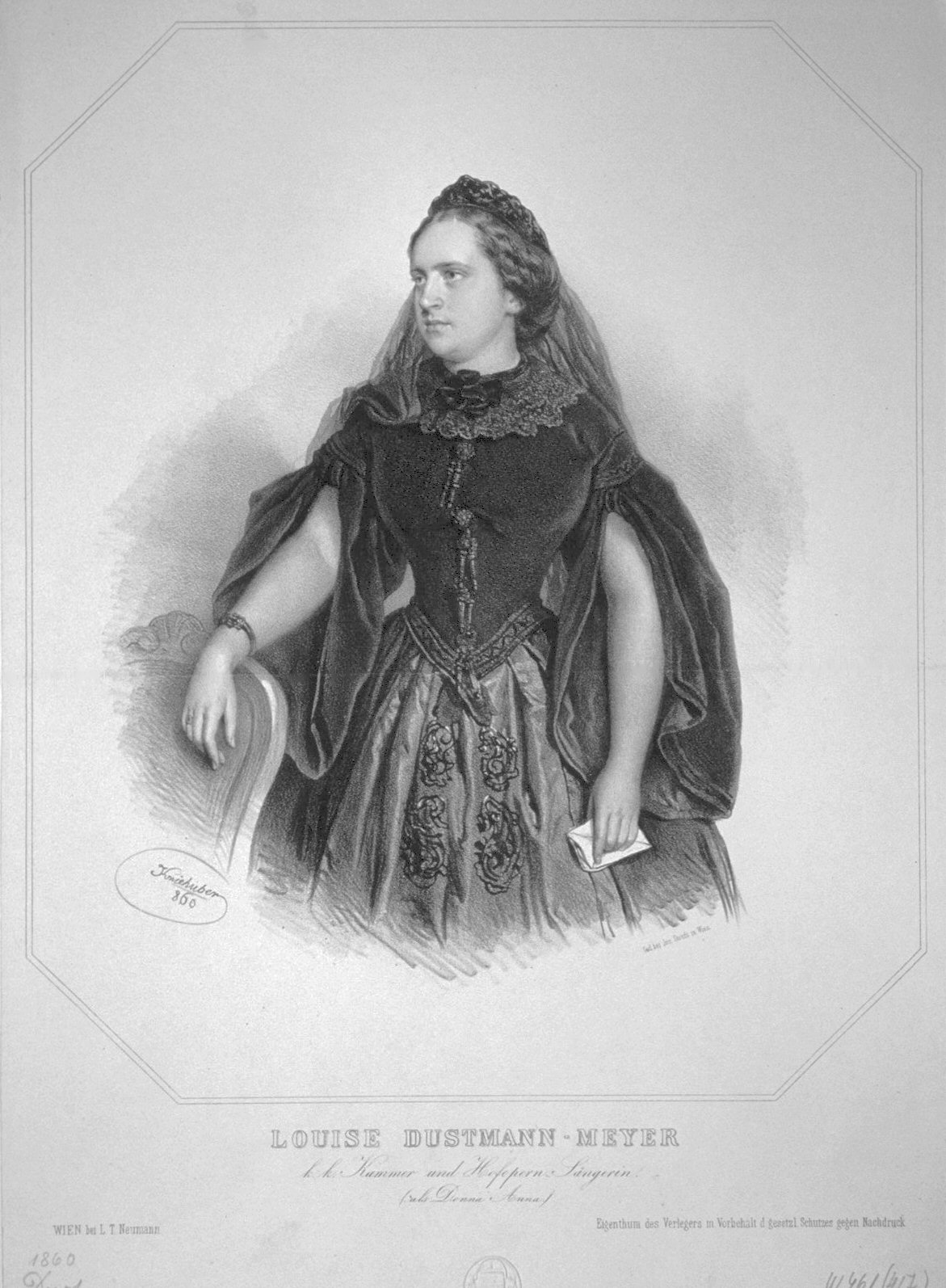
Louise Dustmann-Meyer, Lithographie von Josef Kriehuber, 1860

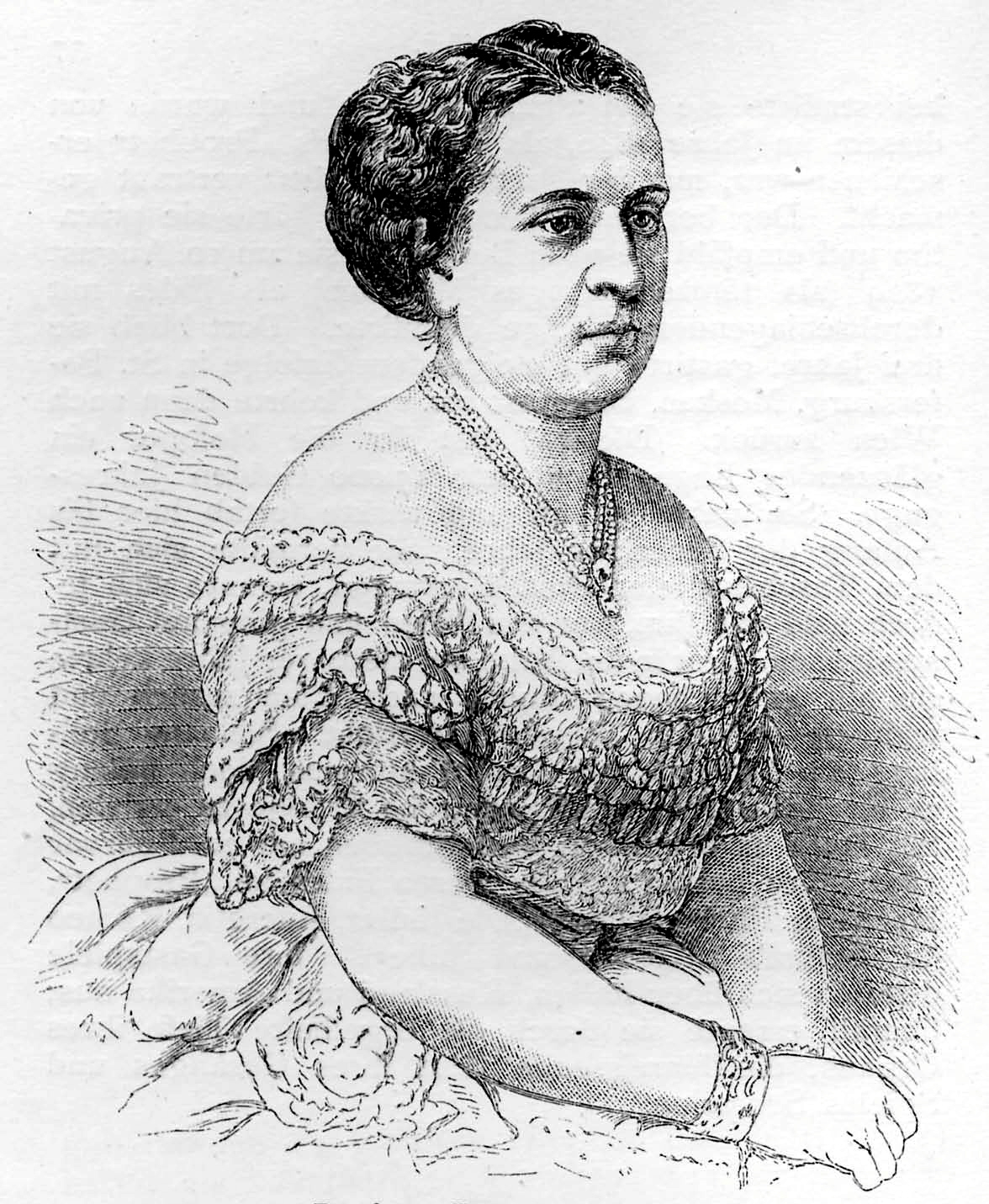
Louise Dustmann-Meyer

Marie Luise Dustmann-Meyer, auch Louise Dustmann, geborene Meyer (* 22. August 1831 in Aachen; † 2. März 1899 in Charlottenburg bei Berlin), war eine deutsche Opernsängerin (Sopran) und Gesangspädagogin.

## Leben
Louise Meyer (ab 1858 verheiratet Dustmann-Meyer) war die Tochter des Theaterinspektors Friedrich August Meyer und der Opernsängerin Anna Maria Absenger, die sich am Theater in Aachen kennengelernt und 1831 geheiratet hatten. Die spätere Schauspielerin Marie Meyer (1840–1908) war ihre jüngere Schwester.
Ihre erste musikalische Ausbildung erhielt Louise Meyer von ihrer Mutter in Breslau, wo diese als  Soubrette tätig war. Für weiteren Unterricht ging sie mit 17 Jahren nach Wien. Nach einem Artikel der Illustrirten Zeitung hatte sie dort „...während der Oktobertage des Jahres 1848 mit vielen Schwierigkeiten zu kämpfen ...“
Unter dem Kapellmeister Albert Lortzing konnte Louise Meyer in der Saison 1848/49 am Theater in der Josefstadt debütieren. Von dort aus bekam sie ein Engagement an die Städtische Bühne Breslau. Die Jahre 1850 bis 1851 war sie als dramatische Sängerin am Hoftheater in Kassel engagiert, wo sie unter Louis Spohr große Erfolge erzielte. 1852 wechselte Louise Meyer an die Dresdner Hofoper, wo sie bis 1854 unter Vertrag stand. Im Anschluss an dieses Engagement wurde sie an das Deutsche Theater nach Prag verpflichtet.
Dort wurde Ende 1856 der Erzherzog Franz Karl auf Louise Meyer aufmerksam und bat um ihre Anstellung an der Wiener Hofoper. Mit Wirkung vom 1. Januar 1857 wurde sie in das Ensemble aufgenommen. 1858 heiratete sie in Wien den Buchhändler Adalbert Dustmann, behält aber ihren Mädchennamen und nennt sich fortan Louise Dustmann-Meyer. 1860 wurde sie zur Kammersängerin ernannt. Bis 1875 hatte sie das dankbare Publikum in fast jeder wichtigen Rolle gesehen und gehört. In diesem Jahr beendete Louise Dustmann-Meyer ihre Bühnenkarriere mit der Rolle der Elsa von Brabant aus Lohengrin von Richard Wagner. In den Jahren 1877 und 1881 trat sie nochmals als Gast in der Hofoper auf.
Sie war nicht nur als dramatische Sängerin bekannt, sondern auch als sehr renommierte Liedersängerin. Am 5. Jänner 1870 sang sie – gemeinsam mit Rosa Girzick, Gustav Walter und Emil Krauss – die erste öffentliche Aufführung der Brahms’schen Liedersammlung Liebeslieder-Walzer erfolgte, am Klavier begleitet vom Komponisten und von Clara Schumann.
Nach ihrem Abgang von der Bühne 1875 betraute man sie mit einem Lehrauftrag am Konservatorium der Gesellschaft der Musikfreunde in Wien. Dieses Amt hatte sie nahezu fünf Jahre inne, bis sie sich 1880 mit ihrem Ehemann in Berlin (Charlottenburg) niederließ, der sich allerdings fünf Jahre später, am 13. Januar 1885 das Leben nahm.
Neben den Opern von Christoph Willibald Gluck, Wolfgang Amadeus Mozart und Carl Maria von Weber sang sie immer wieder in denen von Richard Wagner. Dustmann-Meyer wurde vor allem als Interpretin seiner Opern bekannt. Sie führte einen langen und ausführlichen Briefwechsel mit Wagner, der von ihr immer als „seiner Sängerin“ sprach. Er stand auch zu ihr, als nach 57 Proben 1863 Tristan und Isolde als unaufführbar zurückgelegt worden war.
Im Alter von 67 starb Louise Dustmann-Meyer am 2. März 1899 in Berlin-Charlottenburg.
Im Jahr 1936 wurde in Wien-Ottakring (16. Bezirk) der Dustmannweg nach ihr benannt.

## Schülerinnen (Auswahl)
- Lola Beeth, Hedwig Hübsch, Ida Krzyzanowski-Doxat